# Manoir de la Ferté
Le manoir de la Ferté est situé à Cléguérec en France.

## Localisation
Le manoir est situé sur le territoire de la commune de Cléguérec, au lieu-dit La Ferté, dans le département du Morbihan en région Bretagne.

## Description
Manoir dans une cour fermée, le logis et les parties agricoles datent de la fin du XVIe siècle, il appartient à Vincent le Gouvello en 1638. Logis transformé au XVIIIe siècle affectant les distributions intérieures. Étable à chevaux datée de 1724. Les parties agricoles sud et le four à pain figurant sur le cadastre de 1836 ont disparu, le moulin est en ruine. Édifice à un étage carré et un étage de combles  avec une toiture à longs pans, pignon découvert. Escalier à vis sans jour ; escalier dans-œuvre ; escalier droit.

## Historique
Le manoir est inscrit à l'inventaire général du patrimoine culturel en 1986.